# Koalas Desperados
Die Koalas Desperados sind ein Künstlerkollektiv um den DJ und Produzenten Manar El-Abed aus Montpellier. Das Kollektiv besteht derzeit (2011) aus rund 17 Musikern und 17 Sängern aus 14 Nationen.
Im Sommer 2010 besuchten die Koalas Desperados Deutschland, um Konzerte in Berlin, Köln und Frankfurt zu absolvieren und die gleichnamige Platte des Künstlerkollektivs Live zu präsentieren.

## Geschichte
Die Idee zu den „Koalas Desperados“ geht auf den DJ und Produzenten Manar El-Abed aus Montpellier zurück. Dieser trug sich schon lange mit dem Gedanken, eine sogenannte Omnibus-Platte zu produzieren, um darauf Gäste und Bekannte aus aller Herren Ländern einzuladen und zu featuren. 2009 traf er in Montpellier den deutschen Reggae-Produzent Thilo „Teka“ Jacks, den er aus seiner Zeit in Frankfurt am Main kannte. Die beiden starteten das Kollektiv, das heute aus rund 17 Musikern und 17 Sängern aus 14 Nationen besteht.

## Besetzung
Aus Deutschland beteiligten sich Nosliw, Maxim, die schwedisch-ugandische Sängerin Jaqee und die spanischstämmige Sängerin Laura Lopez Castro aus Stuttgart, der Frankfurter Ragga-MC D-Flame und der gebürtige Argentinier Paco Mendoza (alias Nils Leske).
In Montpellier holte Manar den Rapper Lhabanero, den Reggae-Musiker Yannick Owona aus Kamerun sowie die Chanson-Band Chozparei in die Besetzung, des Weiteren aus Barcelona Dani Macaco sowie die Sängerin Nubla und aus Porto in Portugal der Reggae-MC Bezegol.

## Stil
Entsprechend der weit gefassten Besetzung ist auch das stilistische Spektrum der Songs breit: Latin-Styles treffen auf Reggae-Grooves, portugiesisches Fado mischt sich mit pluckernder Club-Elektronik und Afrobeat aus Westafrika. Gesungen wird bei Koala Desperados in mehreren Sprachen, von Englisch über Spanisch und Portugiesisch bis Deutsch.

## Diskografie

### Alben
| Jahr | Titel             | Label            |
| ---- | ----------------- | ---------------- |
| 2009 | Koalas Desperados | Rootdown Records |